# Pardosa messingerae
Pardosa messingerae là một loài nhện trong họ Lycosidae.
Loài này thuộc chi Pardosa. Pardosa messingerae được Embrik Strand miêu tả năm 1916.